# 쾨세기 디아너
쾨세기 디아너(헝가리어: Kőszegi Diána, 1983년 8월 14일 ~ )는 헝가리의 바둑 기사이다.

## 약력
9세 때 아마추어 2단 실력이던 아버지로부터 처음 바둑을 배웠다. 1997년 제1회 대한생명배 세계 여자 바둑 대회에 헝가리 대표로 참가했으며, 2000년 일본에서 열린 바둑 대회에 참가한 뒤 2개월 동안 고바야시 사토루(小林覺) 도장에서 수학하기도 했다.
2005년 명지대 바둑학과에 전액 장학금을 받고 입학했으며, 2008년 제84회 한국기원 상임이사회 특별입단 형식으로 입단했다.